# Ed Hamm
Edward Barton (Ed of Eddie) Hamm (Lonoke, 13 april 1906 – Albany (Oregon), 25 juni 1982) was een Amerikaanse atleet, die gespecialiseerd was in het verspringen. Hij werd olympisch kampioen en Amerikaans kampioen in deze discipline. Ook bezat hij op dit atletiekonderdeel ruim twee maanden het wereldrecord.

## Biografie
Hamm werd geboren als zoon van Charles Edward Hamm, loodgieter en elektricien en Zilpah Dare Harris Hamm. Hij was de oudste van vijf broers en één zus. Hij groeide op in Lonoke en blonk uit in sport, in het bijzonder atletiek. Op de highschool won hij in drie achtereenvolgende jaren het staatskampioenschap verspringen (1923-1925). Hij verbeterde verschillende schoolrecords, ondanks dat hij een aantal maal aan malaria leed.
Tijdens zijn studie aan de Georgia Tech University won Hamm het verspringen op de Universiteitskampioenschappen van 1927 en 1928. Op de Amerikaanse kampioenschappen van 1928 won hij de nationale titel bij het verspringen met een verbetering van het wereldrecord tot 7,90 m.
Op de Olympische Spelen van 1928 in Amsterdam vertegenwoordigde Ed Hamm de Verenigde Staten bij het verspringen. Met een verbetering van het olympisch record tot 7,73, gerealiseerd bij zijn tweede poging, versloeg hij met ruime voorsprong de Haïtiaan Silvio Cator (zilver; 7,58) en de Amerikaan Alfred Bates (brons; 7,40). Het publiek zag nauwelijks iets van Hamms prestatie, omdat er zoveel juryleden en andere officials om de verspringbak heen stonden. Overigens stak de Amerikaan zodanig met kop en schouders boven zijn tegenstanders uit, dat hij zelfs met zijn op-een-na beste sprong (7,66), gesprongen bij zijn vierde poging, nog kampioen zou zijn geworden.
Slechts negen dagen later revancheerde Silvio Cator zich door zijn wereldrecord te verbeteren. Hij sprong met 7,93 precies drie centimeter verder en was hiermee de eerste atleet die 26 voet overbrugde.
In 1930 leverde Hamm met 7,77 nog de beste wereldjaarprestatie.

## Titels
- Olympisch kampioen verspringen - 1928
- Amerikaans kampioen verspringen - 1928
- NCAA kampioen verspringen - 1927, 1928

## Persoonlijk record
| Onderdeel   | Prestatie      | Datum       | Plaats    |
| ----------- | -------------- | ----------- | --------- |
| verspringen | 7,90 m (ex-WR) | 7 juli 1928 | Cambridge |

## Palmares

### verspringen
- 1927:  Universiteitskamp. (NCAA) - 7,34 m
- 1928:  Universiteitskamp. (NCAA) - 7,62 m
- 1928:  Amerikaanse kamp. - 7,90 m
- 1928:  OS - 7,73 m

1896: Ellery Clark ·
1900: Alvin Kraenzlein ·
1904: Meyer Prinstein ·
1908: Frank Irons ·
1912: Albert Gutterson ·
1920: William Petersson ·
1924: William DeHart Hubbard ·
1928: Ed Hamm ·
1932: Ed Gordon ·
1936: Jesse Owens ·
1948: Willie Steele ·
1952: Jerome Biffle ·
1956: Greg Bell ·
1960: Ralph Boston ·
1964: Lynn Davies ·
1968: Bob Beamon ·
1972: Randy Williams ·
1976: Arnie Robinson ·
1980: Lutz Dombrowski ·
1984: Carl Lewis ·
1988: Carl Lewis ·
1992: Carl Lewis ·
1996: Carl Lewis ·
2000: Iván Pedroso ·
2004: Dwight Phillips ·
2008: Irving Saladino ·
2012: Greg Rutherford ·
2016: Jeff Henderson ·
2020: Miltiadis Tentoglou ·
2024: Miltiadis Tentoglou
- Bibliothèque nationale de France: cb177820056 (data)
- Virtual International Authority File: 908154741630053110008